# 15 Pułk Przeciwlotniczy

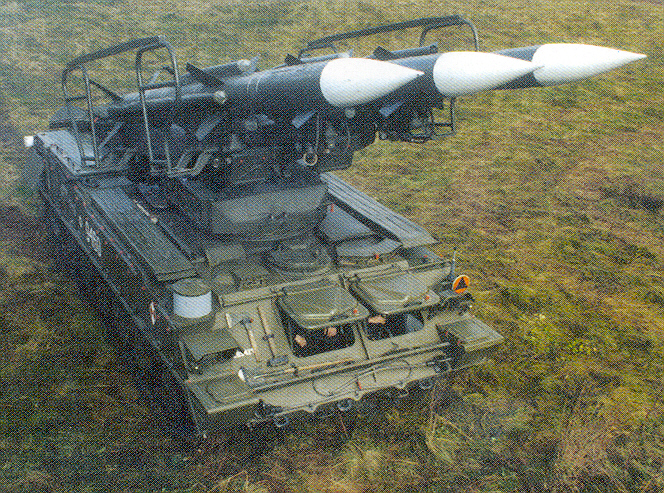
2K12 – Kub

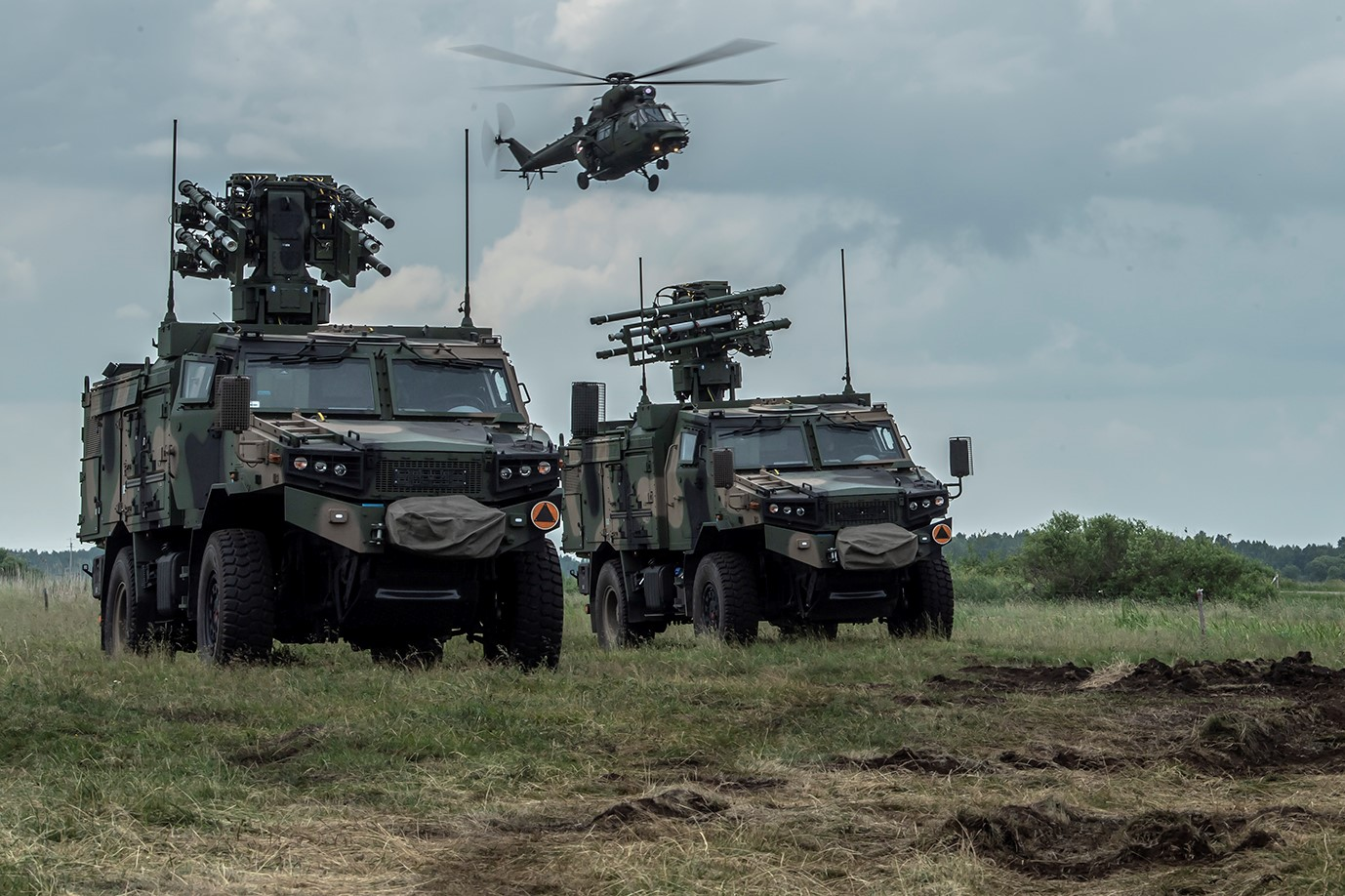
Poprad

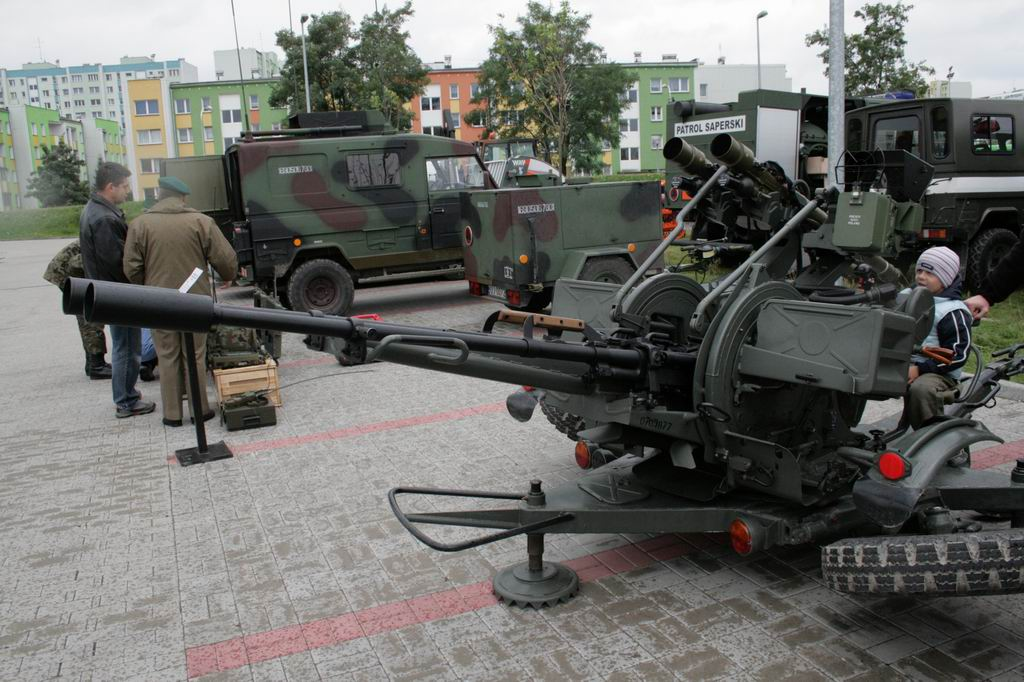
ZUR-23-2KG

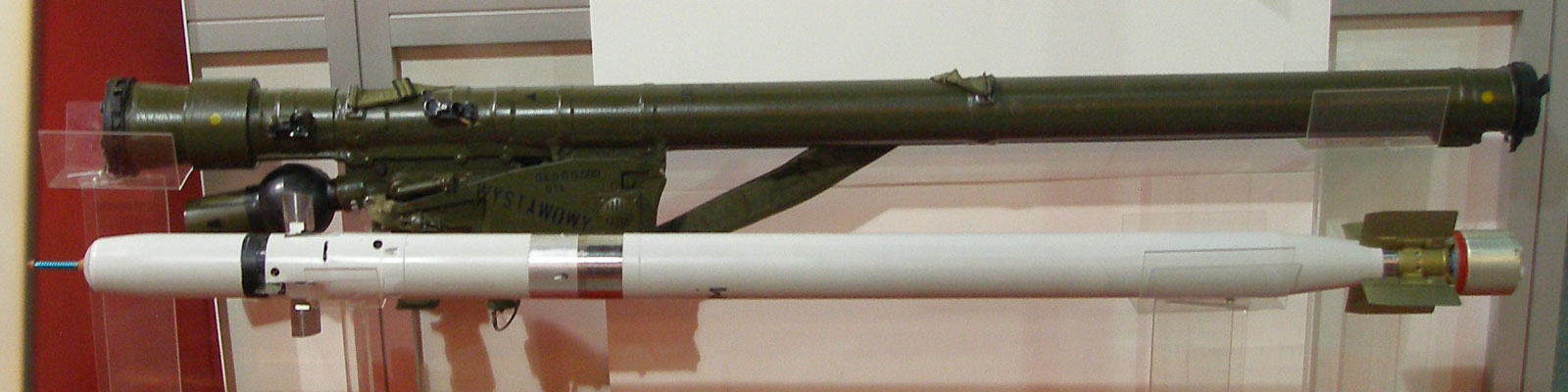
PPZR Grom

15 Gołdapski pułk przeciwlotniczy (15 pplot) – oddział Wojsk Obrony Przeciwlotniczej Sił Zbrojnych RP (JW 4808).

## Historia
W 1951 r. w garnizonie Ełk sformowany został 32 Dywizjon Artylerii Przeciwlotniczej (JW 2313), według etatu Nr 2/133 o stanie 225 żołnierzy i 9 pracowników cywilnych. Dywizjon był organicznym pododdziałem artylerii przeciwlotniczej 18 Dywizji Piechoty.
W grudniu 1956 roku, w związku z rozformowaniem 18 DP, jednostka została rozwiązana. Na jej bazie zorganizowany został, według etatu Nr 4/132, 133 Pułk Artylerii Przeciwlotniczej (JW 4808). Nowy oddział podporządkowany został dowódcy Warszawskiego Okręgu Wojskowego. Latem 1957 r. pułk przeformowany został w 50 Dywizjon Artylerii Przeciwlotniczej, według etatu Nr 4/174. W maju 1963 r. jednostka dyslokowana została do garnizonu Gołdap i tam, w październiku, ponownie przeformowana w 133 Pułk Artylerii Przeciwlotniczej, według etatu Nr 4/260.
30 września 1967 r. pułk przyjął dziedzictwo tradycji i historyczną nazwę 15 Pułku Artylerii Przeciwlotniczej. Jednocześnie dzień 14 września ustanowiony został świętem pułku.
W 1980 r. jednostka przezbrojona została w zestawy rakietowe bliskiego zasięgu 2K12M2 „KUB M-2” i przeformowana na etat pułku rakiet przeciwlotniczych bliskiego zasięgu. Dwa lata później osiągnęła gotowość bojową i we wrześniu, na poligonie w Kazachstanie, wykonała pierwsze rakietowe strzelania bojowe.
W historii pułku niezmiernie ważnym stał się rok 1994. Wówczas jednostka przeformowana została w pułk przeciwlotniczy i podporządkowana dowódcy 15 Warmińsko-Mazurskiej Dywizji Zmechanizowanej. 4 sierpnia Minister Obrony Narodowej nadał pułkowi nazwę wyróżniającą Gołdapski i ustanowił dzień 7 maja dorocznym Świętem Pułku. 12 listopada oddział otrzymał sztandar ufundowany przez społeczeństwo regionu i miasta Gołdapi.
29 października 1996 r. rozwiązany został dywizjon szkolny – Okręgowa Szkoła Podoficerska i Szkoła Młodszych Specjalistów. Od 20 lipca 2000 do 31 marca 2011 roku pułk był podporządkowany dowódcy 1 Warszawskiej Dywizji Zmechanizowanej. 1 lipca 2004 r. oddział przeformowany został na nowy etat. Od 1 kwietnia 2011 do 17 października 2013 r. jednostka podlegała bezpośrednio pod Dowództwo Wojsk Lądowych. W wyniku reformy struktur dowodzenia z dniem 17 października 2013 roku pułk został podporządkowany dowódcy 16 Pomorskiej Dywizji Zmechanizowanej.
Decyzją Nr 35/MON z dnia 12 lutego 2013 roku, wprowadzono oznakę rozpoznawczą 15. Gołdapskiego Pułku Przeciwlotniczego.
2 czerwca 2017 roku żołnierze Patrolu Rozminowania nr 8 zmienili podporządkowanie z 16 Batalionu Dowodzenia na 2 dywizjon 15 pułku przeciwlotniczego w Elblągu.
Decyzją Nr 141/MON z 10 października 2018 roku, został wprowadzony proporzec rozpoznawczy Dowódcy 15. Gołdapskiego Pułku Przeciwlotniczego.

## Tradycje
Z dniem 2 listopada 2002 r. 15 Gołdapski Pułk Przeciwlotniczy przejął dziedzictwo i z honorem kontynuuje tradycje:
- 15 Baterii Motorowej Artylerii Przeciwlotniczej (1939),
- 8 Baterii Przeciwlotniczej 1 Pułku Artylerii Przeciwlotniczej (1939),
- 1 Samodzielnego Dywizjonu Artylerii Przeciwlotniczej (1943–1944),
- 1 Pułku Artylerii Przeciwlotniczej (1944–1945),
- 1 Szkolnego Dywizjonu Artylerii Przeciwlotniczej (1945–1946),
- 4 Dywizjonu Artylerii Przeciwlotniczej (1951–1964),
- 1 Dywizjonu Artylerii Przeciwlotniczej (1964–1967),
- 1 Pułku Artylerii Przeciwlotniczej (1967–1995),
- 1 Modlińskiego Pułku Przeciwlotniczego (1966–2000),
- 15 Pułku Artylerii Przeciwlotniczej 1 DAPlot. (1944–1945),
- 32 Dywizjonu Artylerii Przeciwlotniczej 18 DP (1951–1956) (JW 2313),
- 133 Pułku Artylerii Przeciwlotniczej (1956–1957 i 1963–1967),
- 50 Dywizjonu Artylerii Przeciwlotniczej (1957–1963),
- Szkoły Podoficerów Artylerii Przeciwlotniczej nr 6 (1957–1973),
- 15 Pułku Artylerii Przeciwlotniczej (1967–1994).

## Dowódcy jednostki
- ppłk Anatol Przybylski (IV 1944 do 10 III 1945)
- kpt. Alojzy Chmiel (od X 1951)
- kpt. Józef Krawczyński (od X 1953)
- mjr Piotr Szutyk (od XI 1956)
- ppłk Wacław Włosek (od V 1960)
- mjr Władysław Hrycykiewicz (od XII 1962)
- ppłk dypl. Zdzisław Świtała (od IV 1964)
- ppłk Józef Piotrowski (od 22 VIII 1970 do 2 I 1976)
- ppłk dypl. Tadeusz Pypczyński (od 3 I 1976 do 28 X 1978)
- ppłk dypl. Józef Pado (od 29 X 1978 do 6 VIII 1986)
- ppłk dypl. Władysław Stecki (od 7 VIII 1986 do 11 XI 1992)
- mjr dypl. Władysław Frydrych (od 12 XI 1992 do 22 I 1998)
- płk dypl. Zbigniew Banach (od 23 I 1998 do 17 VII 2005)
- płk dypl. Jerzy Pałubiak (od 18 VII 2005 do 30 IX 2007)
- płk dr Bogusław Musiał (od 1 X 2007 do 31 XII 2013)
- płk dypl. Witold Kałamarz (od 1 IV 2014 do 15 I 2017)
- płk dypl. Sławomir Kojło (od 16 I 2017)
- płk Tomasz Isio (4 III 2020 do 3 VII 2022)
- płk Tomasz Sawczuk (04 VII 2022 do obecnie)

## Struktura
- dowództwo
- sekcja ochrony informacji niejawnych
- sztab pułku
- bateria dowodzenia pułku
  - pluton dowodzenia
  - pluton łączności
  - pluton wsparcia
  - drużyna poczty polowej

- 1 dywizjon przeciwlotniczy (2K12 - Kub)
  - sztab
  - bateria dowodzenia
  - 1 bateria startowa
  - 2 bateria startowa
  - 3 bateria startowa
  - 4 bateria startowa
  - 5 bateria startowa
  - bateria techniczna
  - kompania logistyczna
  - ZEM
- 2 elbląski dywizjon przeciwlotniczy (2K12 - Kub)
  - sztab
  - bateria dowodzenia
  - 1 bateria startowa
  - 2 bateria startowa
  - 3 bateria startowa
  - 4 bateria startowa
  - 5 bateria startowa
  - bateria techniczna
  - kompania logistyczna
  - ZEM
- 3 dywizjon przeciwlotniczy
  - sztab
  - pluton dowodzenia
  - 1 bateria przeciwlotnicza
  - 2 bateria przeciwlotnicza
  - 3 bateria przeciwlotnicza
  - obsługa UT
  - kompania logistyczna
  - ZEM
- batalion logistyczny
  - sztab
  - pluton dowodzenia i zabezpieczenia
  - kompania remontowa
  - kompania zaopatrzenia
  - ZEM
- grupa zabezpieczenia medycznego
- wojskowa straż pożarna

## Uzbrojenie
- zestaw 2K12 – Kub[7]
- 23 mm przeciwlotniczy zestaw artyleryjsko-rakietowy ZUR-23-2KG[8]
- przenośny przeciwlotniczy zestaw rakietowy (PPZR) Grom[8]
- samobieżny przeciwlotniczy zestaw rakietowy SPZR Poprad (9 zestawów)[8][9]
- stacja radiolokacyjna wykrywania celów typu NUR 21, NUR31 i NUR 41[7]
- zdolna do przerzutu stacja radiolokacyjna ZDPSR Soła[10]
- wóz dowodzenia WD-2001[11]